# Schutzgemeinschaft
Als Schutzgemeinschaft oder Schutzgenossenschaft bezeichnet man eine Verbindung natürlicher Personen zum gegenseitigen Schutz und zur Abwehr fremder Angriffe.
Das Schutz-und-Trutz-Bündnis ist ein politischer Begriff und ursprünglich eng mit dem Militär verbunden.
Daneben werden Organisationen zur Verwaltung herkunftsgeschützter Weinnamen in den deutschen Bundesländern als "Schutzgemeinschaften" anerkannt, z. B. seit 2018  in Baden-Württemberg die als e.V. organisierten Weinbauverbände.

## Wirtschaftsgenossenschaft
§ 1 des deutschen Genossenschaftsgesetzes versteht unter Genossenschaften "Gesellschaften von nicht geschlossener Mitgliederzahl, deren Zweck darauf gerichtet ist, den Erwerb oder die Wirtschaft ihrer Mitglieder oder deren soziale oder kulturelle Belange durch gemeinschaftlichen Geschäftsbetrieb zu fördern".
Die erste historische Verbindung von Gewerbetreibenden und Kaufleuten, die den Zweck verfolgte, sich gegenseitig vor leichtsinnigen und böswilligen Schuldnern zu warnen und zu schützen, wurde 1864 in Dresden gegründet. Dieselbe führte später zu einem Verband der an verschiedenen Orten bestehenden Schutzgemeinschaft für Handel und Gewerbe, welcher später in Sachsen etwa 7000 Mitglieder zählte. Die Schutzgemeinschaften teilen ihren Mitgliedern durch so genannte schwarze Listen, welche den Vereinsberichten als vertrauliche Beilagen beigefügt werden, die faulen Zahler zur Warnung mit. Seit 1867 wurde auch ein Mahnverfahren eingeführt, indem jeder Schuldner, dessen Name von einem Mitglied zur Aufnahme in die Liste angemeldet ist, hiervon benachrichtigt und aufgefordert wird, seinen Verbindlichkeiten nachzukommen.
Die heute bedeutendste Schutzgemeinschaft ist die Schufa Holding AG, eine privatwirtschaftlich organisierte Auskunftei.
Das Preußische Fischereigesetz vom 11. Mai 1916 kannte Wirtschaftsgenossenschaften zur gemeinschaftlichen Bewirtschaftung und Nutzung der Fischgewässer samt Fangverwertung (§§ 36 bis 85 PrFischG), die durch staatlichen Hoheitsakt begründet wurden.

## Schutzgenossenschaften
Als Schutzgemeinschaft bezeichnen sich verschiedene Aktionärsvereinigungen wie die Schutzgemeinschaft der Kapitalanleger und andere eigennützige Zusammenschlüsse mit Selbsthilfecharakter wie die Schutzgemeinschaft für Baufinanzierende e. V. Daneben gibt es auch altruistische Personenzusammenschlüsse und Bürgerinitiativen zum Schutz bestimmter Universalrechtsgüter. Ein Beispiel ist die Schutzgemeinschaft Deutscher Wald.
Rechtliche Organisationsform ist zumeist der eingetragene Verein.
In Gestalt des Klientelismus besteht eine Schutzgenossenschaft oder Schutzverwandtschaft zum beiderseitigen Nutzen zwischen einer in der gesellschaftlichen Rangordnung höhergestellten Person und einer auf Schutz und Vorteilserwerb bedachten Gefolgschaft. Der Klientelismus ist eine Form der Korruption.